# 汉斯·汉森
汉斯·汉森（挪威語：Hans Hansen，1915年6月1日—2005年7月17日），挪威男子赛艇运动员。他曾代表挪威参加1948年夏季奥林匹克运动会赛艇比赛，获得男子八人单桨有舵手铜牌。